# 卡尔达肖夫指数
卡爾達肖夫指數（英語：Kardashev Scale，又譯卡爾達肖夫尺度）是根據一個文明所能夠利用的能源量級，來量度文明層次及技術先進程度的一種假说。1964年苏联天文学家尼古拉·卡尔达肖夫首先提出用能量级把文明分成三个量级：I型、II型和III型。I型文明使用在它的故鄉行星所有可用的能量，II型文明利用它的行星所围绕的恆星所有的能量，III型文明則利用它所處星系的所有能量。一般认为人类文明现在接近但尚未达到I型文明，經過其公式換算目前大約在0.73型左右。

## 定義
在1964年由蘇聯天文学家尼古拉·卡爾達肖夫首先提出定義文明的三個層次，根據各個文明使用能源功率數量的量級：
- I型 — 文明對行星可以駕馭的能量大約是1016 W。實際的數字是有很多變數的，地球的特定變數為 1.74×1017 W。（此处存疑）卡爾達肖夫指數原定義為 4×1016 W。[1]
- II型 — 文明對一个恒星所可以駕馭的能量大約是 1026 W。同樣地，實際的數字是有很多變數的，太陽輸出的指數約為3.86×1026 W。卡爾達肖夫指數原定義為 4×1026 W。[1]
- III型 — 文明對一個星系所駕馭的能量大約是 1036 W。這個數字是有極多變數的，因為星系的體積在變化中。卡爾達肖夫指數原定義為 4×1037 W。

在現階段，上述文明類別純為假定。但是卡爾達肖夫指數被搜尋地外文明計畫研究人員、科幻小說作家和預言家用來作理論基礎。

卡爾達肖夫指數的能源消耗估计三種類型文明的定义

## 人類文明的現狀

世界的全年初级能源消耗的總量。

加來道雄認為，人類可能在100到200年左右達到I型狀態，在幾千年後達到II型狀態，而約在10萬至100萬年後達到III型狀態。
卡爾·薩根建議定義中間值（不考慮在卡尔达肖夫的原指数），由類型I（1016 W），類型II（1026 W）和類型III（1036 W）的值來做內插和外插，得出下面的公式：
{\displaystyle K={\frac {\log _{10}P-6}{10}}},
其中的K是一個文明的卡爾達肖夫指数，P 是它使用的電力，以瓦特爲單位。他計算出人類文明類型指數（在1973年）是0.7左右，用外推法（顯然1970年代人類使用了10太瓦（TW）的數值）。
2012年，總世界能源消耗量為553艾焦（553×1018 J=153,661 TWh），相當於平均功耗為17.54太瓦（1.504×1013 W ，或0.724上的卡爾達肖夫指数）。从1973年到2012年该指数每年平均增长0.0008左右。
地球的總光合生產力是大約1500至2250TW之間，或每年47,300-71,000艾焦（EJ），相當於0.9卡尔达肖夫指数。

## 對分類的批評

### 不相關的假設
威廉·I·纽曼和卡尔·萨根认为，单靠能源消耗的增长无法描述文明的演变；还需要考虑人口增长，特别是人口增长会受到星际旅行方式的运输能力的限制。他们得出结论，银河系维度上不可能存在古代文明，也不可能存在银河帝国，尽管存在殖民世界网络（约 5 至 10 个行星）的可能性很大。
卡尔达肖夫提出的规模理论诞生于冷战的地缘政治背景，在这种背景下，能源具有至高无上的价值。布宜诺斯艾利斯大学物理学家 Guillermo A. Lemarchand 认为，有四个论点反对卡尔达肖夫分类：
1. 长距离全向发射器的能源消耗非常大。使用定向或间歇性设备，每个设备指向不同的方向，所需的能量就会少得多。因此，II 或 III 文明可能不是通过指数能源消耗来定义的。
2. 能源消耗呈指数增长的假设肯定是错误的，因为如果我们分析人类历史上的人均能源消耗，它会形成一系列的逻辑曲线，每一次技术创新都会有一个饱和点。因此，更有可能出现稳定状态或有限的增长。
3. 1966 年，萨根和什克洛夫斯基在约翰·理查德·戈特的计算基础上，将平庸原理应用于寻找地外文明，根据这一原理，比我们更重要的文明一定非常稀有，以至于它们没有可能占据主导地位并被人们看到[8]。
4. 最后，哈佛大学和布宜诺斯艾利斯（Horowitz 和 Sagan 在 1993 年或 Lemarchand 等人在 1997 年）的研究和监听计划都没有提供任何人造源存在的科学证据，无论是在银河系，还是在附近的星系（ M33 、 M81 、涡状星系或半人马座 A ），甚至在室女座星系团中。

对于英国气象学家刘易斯·弗莱·理查森——一项关于死亡率的统计研究的作者（发表于1960年的《致命争吵的统计》）来说，人类的攻击性不允许我们预测人类能够达到更进化阶段的寿命。他估计，人类的暴力冲动将在1000年的时间里破坏社会秩序。而且，最多几百年，人类就可能被大规模杀伤性武器毁灭。
超人类主义者保罗·休斯和约翰·斯马特解释了类型信号的缺失 III 型文明有两种假设：要么它已经自我毁灭，要么它没有遵循卡尔达肖夫所描述的轨迹。能源消耗的增长将导致气候危机， Yvan Dutil和Stéphane Dumas将这一设定为地球每平方米 1瓦或整个地球 127 TW。如果以每年 2% 的增长率来计算，工业文明应该在其历史上很早就停止增长（几个世纪之后）。总之，无法可持续地保障能源资源，可能解释了类型 II 和 III 型文明。
对于佐尔坦·加兰泰来说，不可能想象一个跨越几个世纪（如戴森球）甚至数百万年的文明项目，除非有人想象一种不同于我们的、在祖先文明范围内的思想和伦理。因此，他建议根据文明长期开展大规模文明项目的能力对文明进行分类。
最后，对于弗里曼·戴森来说，在一个拥有有限能量的开放宇宙中，通信和生命可以永远持续下去；因此，智力是一个文明长期生存的唯一基本参数，而能量不再是决定文明的因素，这是他在文章《无尽的时间：开放宇宙中的物理学和生物学》中阐述的论点。